# Penelope
Penelope (Penélopê, Πηνελοπεια) er et pigenavn der fra klassisk græsk betyder “væver” med etymologisk rod i det græske pene.
Mytologisk stammer navnet fra Homers Odysseen hvor Odysseus' kone Penelope under Odysseus' 20 års fravær forsvarede sig mod talrige bejlere ved at insistere på, at hun måtte have færdiggjort det arbejde, hun arbejdede på, før hun kunne indgå et nyt ægteskab. Om dagen vævede hun, og om natten optrævlede hun det vævede igen.
Alternativt stammer navnet fra det græske penelops, navnet på en art and, som skulle have reddet og opfostret Penelope, da hun som spæd blev sat ud for at dø.
Der var i 2006 46 danske kvinder med fornavnet Penelope. En stigning på fire i forhold til 2005 (42).
Navnet er i dag sandsynligt inspireret af engelsk. Andre kendte kvinder er skuespillerinde Penelope Cruz.